# Hesperocidaris
Hesperocidaris is een geslacht van zee-egels uit de familie Cidaridae.

## Soorten
- Hesperocidaris asteriscus H.L. Clark, 1948
- Hesperocidaris dubia (H.L. Clark, 1907)
- Hesperocidaris houstoniana A.H. Clark, 1939
- Hesperocidaris panamensis (A. Agassiz, 1898)
- Hesperocidaris perplexa (H.L. Clark, 1907)